# سیارک ۱۶۷۸
سیارک ۱۶۷۸ (به انگلیسی: 1678 Hveen، نامگذاری:1940YH) هزار و ششصد و هفتاد و هشتمین سیارک کشف شده است که در ۲۸ دسامبر ۱۹۴۰ کشف شد.
قدر مطلق سیارک برابر ۱۰٫۹۰ است.